# Bettina Schmidt
Bettina Schmidt, po mężu Neumann (ur. 2 czerwca 1960 w Staßfurcie, zm. 28 kwietnia 2019 w Eisenach) – niemiecka saneczkarka reprezentująca NRD, medalistka igrzysk olimpijskich, mistrzyni Europy, zdobywczyni Pucharu Świata.
Na igrzyskach olimpijskich w Sarajewie w 1984 roku wywalczyła srebrny medal. Był to jej jedyny start olimpijski. Nigdy nie zdobyła medalu mistrzostw świata, jednak w 1982 roku zwyciężyła na mistrzostwach Europy w Winterbergu. W Pucharze Świata dwukrotnie stała na podium klasyfikacji generalnej, zdobywając Kryształową Kulę w sezonie 1983/1984 (wspólnie z rodaczką Steffi Martin) i zajmując drugie miejsce w sezonie 1979/1980.

## Osiągnięcia

### Igrzyska olimpijskie
| Rok  | Miejsce  | Jedynki |
| ---- | -------- | ------- |
| 1984 | Sarajewo | 2.      |

### Puchar Świata

#### Miejsca na podium w klasyfikacji generalnej
| Sezon     | Miejsce |
| --------- | ------- |
| 1979/1980 | 2.      |
| 1983/1984 | =1.     |